# Vattendirektivet
Vattendirektivet eller ramdirektivet för vatten (Europaparlamentets och rådets direktiv 2000/60/EG) fastslår en ram för den europeiska gemenskapens vattenpolitiska samarbete. Direktivet trädde i kraft 22 december 2000. 
Direktivet syftar till att etablera en ram för enhetliga regler på EU-nivå för skydd av europeiska vatten; sjöar, vattendrag, kustvatten och grundvatten men dock inte hav. Det handlar främst om att förbättra vattenrelaterat miljöarbete genom en gemensam lagstiftning för vatten. Bland annat försöker man minska föroreningar, främja hållbar vattenanvändning, förbättra tillståndet för existerande akvatiska ekosystem samt reducera effekterna av översvämningar och torka. Direktivet fastslår att länderna ska arbeta på ett sätt i sin vattenförvaltning som utgår från avrinningsområden (naturens egna vattengränser) och inte från av människan införda administrativa gränser, för att åtgärda brister i vattenmiljö och vattenkvalitet. En annan gemensam princip, är det systematiska planeringsarbete som ska ske under 6-åriga förvaltningscykler, efterföljt av åtgärdsarbete.

## Målsättning och syfte
Etableringen av den gemensamma ramen syftar i sin förlängning till att:
a) hindra ytterligare försämringar och skydda och förbättra statusen hos akvatiska ekosystem och, såvitt avser deras vattenbehov, även terrestra ekosystem och våtmarker som är direkt beroende av akvatiska ekosystem, 
b) främja en hållbar vattenanvändning baserad på ett långsiktigt skydd av tillgängliga vattenresurser, och
c) eftersträva ökat skydd och förbättring av vattenmiljön bland annat genom särskilda åtgärder för en gradvis minskning av utsläpp och spill av prioriterade ämnen samt genom att utsläpp och spill av prioriterade farliga ämnen upphör eller stegvis elimineras,
d) säkerställa en gradvis minskning av förorening av grundvattnet och förhindra ytterligare förorening, och
e) bidra till att mildra effekterna av översvämning och torka och därigenom bidra till
- tillräcklig tillgång på ytvatten och grundvatten av god kvalitet som behövs för en hållbar, balanserad och rättvis vattenanvändning,
- en betydande minskning av förorening av grundvattnet,
-skydd för territoriella och marina vatten,
- uppfyllande av målen för relevanta internationella överenskommelser, inbegripet sådana som syftar till att förebygga och eliminera förorening av den marina miljön, genom gemenskapsåtgärder enligt artikel 16.3 för att utsläpp och spill av prioriterade farliga ämnen upphör eller gradvis elimineras, med det slutgiltiga målet att uppnå koncentrationer i den marina miljön som ligger nära bakgrundsnivåerna för naturligt förekommande ämnen och nära noll för av människan framställda syntetiska ämnen. 

## Cykel och rapportering
Vattendirektivet bygger på en förvaltningscykel om 6 år med moment som kartläggning, klassificering, fastställande av miljökvalitetsnormer och åtgärder, upprättande av förvaltningsplaner och rapportering till EU. Förvaltningscykel 1 inleddes 2004 och avslutades 2009. Förvaltningscykel 2 sträckte sig mellan 2010 och 2015. Godkännandet för den efterföljande tredje cykeln överprövades dock av regeringen och kom inte förrän 2016. Därmed förlängdes förvaltningscykel 2. Förvaltningscykel 3 inleddes i slutet av 2016 och är planerat att avslutas 2021 vilket innebär att två förvaltningscykler delvis gått parallellt 2017 och 2018. I slutet av en förvaltningscykel rapporterar länderna till Europeiska miljöbyrån. Data från alla länders rapportering samlas i Eionets portal.

## Statusklassning
EU:s vatten, också kallat vattenförekomster, delas enligt direktivet in i ytvattenförekomster (sjöar, vattendrag och kustvatten) och grundvattenförekomster. Vattenförekomsterna klassas med avseende på sin status. Syftet är att kartlägga vattenförekomster i dåligt miljötillstånd och i behov av åtgärder. Klassningen görs med hjälp av bedömningsgrunder. Dessa består av kvalitetsfaktorer som i sin tur har en eller flera underparametrar. Det är underparametrarna som utgör de faktorer som mäts upp i fält för att representera en kvalitetsfaktor. Principen för klassningen är att uppmätta värden på parametrarna jämförs med referensvärden. Referensvärden är det tillstånd i en vattenförekomst som råder när den är i princip ostörd av mänsklig aktivitet.  Hur mycket de uppmätta värdena skiljer sig från referensvärdena påverkar klassningen. Om det saknas tillräckliga mätningar i en ytvattenförekomst som ska klassas kan man ibland istället använda modellerade värden. Modeller som används inom Sveriges vattenförvaltningsarbete är Kustzonsmodellen och S-HYPE vilka båda förvaltas av SMHI. Modellerna använder ytvattenförekomsterna som utgångspunkt för att modellera vattenkvalité och resultaten används av Länsstyrelserna för att klassa vattenförekomsterna med avseende på status. Parametrarna vägs samman för en kvalitetsfaktor. Och kvalitetsfaktorerna vägs sedan samman för att bestämma statusen. En viktig princip i denna sammanvägning är one-out-all-out, eller sämst styr. Detta innebär att den parameter som visar på sämst status bestämmer utfallet inom kvalitetsfaktorn. Och den kvalitetsfaktor som visar på sämst status bestämmer den övergripande statusen.

### Ekologisk statusklassning
Alla ytvattenförekomster bedöms med avseende på ekologisk status vilken kan sättas till en av 5 klasser; Hög, God, Måttlig, Otillfredsställande eller Dålig. Om statusen sätts till Måttlig eller sämre finns det krav att åtgärder ska sättas in för att höja statusen. Klassningen bedöms med följande kvalitetsfaktorer:
- Biologiska kvalitetsfaktorer
  - Bottenfauna
  - Makroalger
  - Makrofyter
  - Kiselalger
  - Växtplankton
  - Fisk
- Fysikalisk-kemiska kvalitetsfaktorer (stödjande kvalitetsfaktorer)
  - Näringsämnen
  - Ljusförhållanden
  - Syrgasförhållanden
  - Försurning
  - Syntetiska särskilda förorenande ämnen i betydande mängd
- Hydromorfologi (stödjande kvalitetsfaktorer)
  - Konnektivitet
  - Hydrologisk regim
  - Morfologiskt tillstånd
- Särskilda förorenande ämnen (stödjande kvalitetsfaktor)

Beroende på vilken typ av ytvattenförekomst som ska bedömas används olika kombinationer av kvalitetsfaktorerna samt olika kombinationer av de tillhörande parametrarna för att bedöma den ekologiska statusen. De biologiska kvalitetsfaktorerna är viktigast, varför de bedöms först. 

### Ekologisk potential
Kraftigt modifierade vatten (vanligtvis påverkade av vattenkraftsproduktion och med svårighet att uppnå god ekologisk status)  bedöms med ekologisk potential istället för ekologisk status och med en motsvarande femgradig skala. I detta fall är kraven på de biologiska kvalitetsfaktorerna något lägre, medan de kemiska kvalitetsfaktorerna bedöms lika hårt som för ekologisk status. 

### Kemisk statusklassning
Ytvattenförekomster och grundvattenförekomster får en kemisk statusklassning. Det innebär att man jämför halterna av en rad förutbestämda ämnen med gränsvärden formulerade i bedömningsgrunderna. Detta leder till en av två klasser; God eller Otillfredsställande. 

### Miljöproblem
För att identifiera vilka faktorer som har bäring på en vattenförekomst status finns möjligheten att klassa någon eller några miljöproblem som betydande i en vattenförekomst.  Vilken typ av miljöproblem som är aktuell att klassa som betydande beror på typen av vattenförekomst. Huruvida en faktor kan anses vara betydande beror på dynamiken i varje enskild vattenförekomst. Enligt Viss finns det 8 typer av miljöpåverkan som kan klassas: 
- försurning
- miljögifter
- främmande arter
- vattenuttag
- flödesförändringar
- kontinuitetsförändringar
- morfologiska förändringar
- övergödning

Ytterligare faktorer som detaljeras i rapporteringen till Europeiska miljöbyrån är förhöjda temperaturer. 

## Sverige
I Sverige infördes Vattendirektivet i svensk lagstiftning år 2004 genom 
- Vattenförvaltningsförordningen (2004:660), om förvaltning av kvaliteten på vattenmiljön.[14]
- Miljöbalkens femte kapitel, (1998:808), Miljökvalitetsnormer och miljökvalitetsförvaltning.
- Förordning (2017:868) med länsstyrelseinstruktion.